# Liga Desportiva de Maputo
Liga Desportiva de Maputo é um clube de futebol moçambicano, com sede na cidade de Maputo, capital do país.
Fundado em 1990 como Liga Desportiva Muçulmana de Maputo, mudou o seu nome para o actual em 2014 depois de ter encontrado problemas em registar-se com a anterior denominação.
Efectua seus jogos no Estádio da Liga, com capacidade para 5.000 espectadores. Suas cores oficiais são verde e branco.

## Títulos
- Moçambola: 3 (2010, 2011, 2013, 2014)

## Links
- Site oficial da Liga Muçulmana de Maputo
- Site activo da Liga Desportiva de Maputo